# Wesley Tuttle
Wesley LeRoy Tuttle (Lamar, 30 december 1917 - Sylmar (Californië), 29 september 2003) was een Amerikaanse countrymuzikant.

## Jeugd
Wesley Tuttle werd geboren in 1917 in Colorado, maar zijn familie verhuisde kort voor zijn vijfde verjaardag naar San Fernando. In Colorado maakte hij dankzij een oude fonograaf voor de eerste keer kennis met de muziek. In Californië begon Tuttle ukelele te spelen, maar moest na een ongeluk in de slagerij van zijn vader echter met de linkerhand spelen, aangezien hij aan de rechterhand drie vingers miste. Jimmie Rodgers beïnvloedde Tuttle blijvend en op 12-jarige leeftijd kon hij gitaar spelen, zingen en jodelen.

## Carrière
Zijn muzikale vaardigheden leverden Tuttle spoedig zijn eigen radioshow op bij KNX in Los Angeles. De countrymuzikant Stuart Hamblen gaf hem aan het begin van de jaren 1930 meermaals de mogelijkheid om op te treden in zijn populaire show The Family Album en van daar uit vervolgde Tuttle zijn carrière professioneel. Hij verliet de highschool en vond snel werk bij de radio en tv. In de Walt Disney-film Snow White & the Seven Dwarfs kreeg hij een kleine gastrol.
In 1939 verhuisde hij voor een korte periode naar Dayton, waar hij trouwde en Merle Travis ontmoette. Via WLW uit Cincinnati was hij regelmatig te horen, maar verhuisde na een conflict met de zender weer naar de westkust.
Terug in Californië kreeg Tuttle spoedig weer radio-optredens en werd via Johnny Bond lid van het Jimmy Wakely-trio en begeleidde in 1944 Tex Ritter op diens sessie, die de hit Jealous Heart produceerde. Het succes motiveerde Capitol Records, het vooraanstaande westkust-label om Tuttle een platencontract te geven. Nog in 1944 vond de eerste sessie plaats, waarvoor Tuttle Merle Travis als gitarist en achtergrondzanger voorstelde. Travis was net van Ohio naar Californië verhuisd en speelde voor de komende jaren in Tuttles band.
Naast zijn grote populariteit bij de radio had Tuttle tijdens de jaren 1940 een serie countryhits. In 1945 lukte hem met With Tears in My Eyes zijn enige nummer 1-hit. Noemenswaardig is ook Detour uit 1946. Tuttles opname was slechts een van vele versies in de hitlijsten. Zijn carrière-stress vergde veel van zijn relatie met zijn vrouw en uiteindelijk werd het huwelijk ontbonden. Hij trouwde in 1946 met Marilyn Meyers, die zijn duet-partner werd.
Tijdens de jaren 1950 werkte Tuttle mee aan de Town Hall Party, een populaire radio- en tv-show uit Compton. Zijn laatste hit had hij in 1954 met zijn vrouw Marilyn met Never. In 1956 produceerde hij het kortstondige Gold Coast Jamboree uit Miami, maar trok zich in 1957 terug uit het countrycircuit. Hij beëindigde zijn radio- en tv-optredens en annuleerde zijn contract bij Capitol Records. Tot 1969 werkte hij verder als gospelmuzikant. Er werden enkele albums opgenomen met en zonder Marilyn, maar aan zijn vroegere successen kon hij niet meer evenaren. Als gelovige christen studeerde hij aan een christelijk college ook theologie en werd pastoor.
In 1997 werd Tuttle opgenomen in de Western Music Association Hall of Fame. Ondanks zijn populariteit en zijn succes vooral tijdens de jaren 1940 telt Tuttle heden als vergeten, hetgeen uiteindelijk niet ligt aan zijn vroege en plotselinge terugtrekking uit de countrymuziek.

## Overlijden
Wesley Tuttle overleed in 2003 op 85-jarige leeftijd in Sylmar.

## Discografie

### Singles
Capitol Records
- 1945:	I Dreamed That My Daddy Came Home / Rainin' On the Mountain
- 1945:	Too Little, Too Late / With Tears In My Eyes
- 1946:	Detour / I Wish I Had Never Met Sunshine
- ####:	Tho' I Tried (I Can’t Forget You) / When You Cry (You Cry Alone)
- ####:	No Children Allowed / I've Loved You Too Long to Forget
- ####:	Little You Cared / A Broken Promise Means a Broken Heart
- ####:	I'd Trade All of My Tomorrows / Excess Baggage
- ####:	Don't Break the Sixth Commandment / Our Love Isn't Legal (met Marilyn Tuttle)
- ####:	Vaya Con Dios / I Wonder Where You Are (met Marilyn Tuttle)
- ####:	Don't You Remember? / Wonderful Waltz (met Marilyn Tuttle)
- 1954: Never / Friendly Love (met Marilyn Tuttle)
- ####:	Higher, Higher and Higher / Tennessee Mambo (met Marilyn Tuttle)

Coral Records
- 1950:	Slippin' Around with Jole Blon / Strawberry Roan
- 1950:	Jealous Lies / When the Bloom Is On the Sage
- 1950:	The Lightning Express / That Silver Haired Daddy of Mine
- 1951:	One Diamond Ring / I'm Tired of Playin' Second Fiddle to a Steel Guitar

### Albums
- 1969: Sings
- 19??: Prayer
- 2002: Detour (Bear Family Records)

- Gemeinsame Normdatei: 1146362544
- International Standard Name Identifier: 0000 0000 4223 5124
- Library of Congress Control Number: no94025266
- MusicBrainz: 946b622a-00d7-4800-8055-56d85a06585d
- SNAC: w6rp8mqf
- Virtual International Authority File: 75893527
- WorldCat: E39PBJxrRgjjVWTCKrVRQXj9jC